# Siuai
Les Siuai ou Siwai sont une ethnie habitant dans le sud-est de l'île de Bougainville, dans l'archipel de Salomon en Papouasie-Nouvelle-Guinée. Leur société est composée de clans totémiques et matrilinéaires, auxquels se juxtapose une organisation en sous-clans, dont la fonction est de transmettre, toujours en ligne matrilinéaire, des pouvoirs spéciaux. 
Leur société a donné lieu à de nombreuses études anthropologiques.